# Drozdowo (Darłowo)
Drozdowo (deutscher Name Drosedow, Kreis Schlawe/Pommern) ist ein Dorf in der Landgemeinde Darłowo (Rügenwalde) im Kreis Sławno (Schlawe) der polnischen Woiwodschaft Westpommern.

Drosedow westlich von Zillmitz, nördlich von Renkenhagen und nordwestlich der beiden Dörfer Alt und Neu Kugelwitz am linken bzw. rechten Ufer der Wipper auf einer Landkarte des 19. Jahrhunderts

## Geographische Lage
Der Ort liegt in Hinterpommern an der Woiwodschaftsstraße 203 (Koszalin (Köslin) – Darłowo (Rügenwalde) – Ustka (Stolpmünde)) im nördlichen Teil des Kreises Sławno (Schlawe). Bis nach Darłowo sind es neun Kilometer, die Kreisstadt Sławno ist in 21 Kilometern und die Ostsee in sechs Kilometern erreichbar.
Nachbarorte sind: Barzowice (Barzwitz) im Norden, Sulimice (Zillmitz) im Osten, Borzyszkowo (Renkenhagen) im Süden und Kopnica (Köpnitz) sowie Zakrzewo (Sackshöhe) im Westen.

## Ortsname
Die Ortsbezeichnung Drosedow gibt es noch in Mecklenburg-Vorpommern sowie ehemals im Landkreis Kolberg-Körlin in Hinterpommern. Den Namen Drozdowo tragen noch elf weitere Dörfer in Polen.

## Geschichte
Drosedow war eine preußische Staatsdomäne und – seit 1927 – Ortsteil der Gemeinde Zillmitz (heute polnisch: Sulimice). Bis zu den Stein-Hardenbergschen Reformen war es ein ritterfreyes Vorwerk von 640 Hektar mit 10 Bauern, 1 Kossäten aus Karzin (Karsino), 8 Bauern aus Scheddin (Wszedzień), 11 Bauern und 1 Kossäten aus Zillmitz sowie 7 Bauern und 2 Kossäten aus Dörsenthin (Dzierżęcin). Um 1818 hatte das königliche Dorf Drosedow 58 Einwohner.
Nach dem Ersten Weltkrieg gab es von den ursprünglich 14 Vorwerken des Rügenwalder Amtes nur noch fünf Domänen. Nach der Versiedelung von See Buckow (Bukowo Morskie) und Neuenhagen-Amt (Jezierzany) im Jahre 1930 blieben noch drei, darunter Drosedow, das nun als Zweitdomäne von der Familie Tucher aus Palzwitz (Palczewice) bewirtschaftet wurde. Als zwischen 1923 und 1941 der aus dem westpreußischen Korridorgebiet vertriebene Oberamtmann Beyer Drosedow pachtete, rückte es an die erste Stelle der Domänen.
Drosedow als Teil der Gemeinde Zillmitz gehörte mit Barzwitz (Barzowice), Dörsenthin (Dzierżęcin), Karzin (Karsino) und Palzwitz (Palczewice) zum Amts- und Standesamtsbezirk Palzwitz im Amtsgerichtsbereich Rügenwalde im Landkreis Schlawe i. Pom. im Regierungsbezirk Köslin der preußischen Provinz Pommern.
Am 7. März 1945 marschierten Truppen der Roten Armee auf der Straße von Rügenwalde nach Osten. Am 9. März wurde der Gutshof, der inzwischen voll von ostpreußischen Flüchtlingen war, vom sowjetischen Militär besetzt. Die Bevölkerung hatte in den umliegenden Dörfern Arbeitseinsatz zu leisten. Drosedow wurde nach Ende des Zweiten Weltkriegs von der sowjetischen Besatzungsmacht gemäß dem Potsdamer Abkommen unter polnische Verwaltung gestellt. Der seither Drozdowo genannte Ort wurde in die Gmina Darłowo im Powiat Sławieński der Woiwodschaft Westpommern (bis 1998 Woiwodschaft Köslin) eingegliedert.

### Demographie
| 1818 | 58  | königliches Dorf                                             |  | 1864 | 89 | am 3. Dezember, Gutsbezirk |
| 1867 | 92  | am 3. Dezember, Domänen-Vorwerk                              |  |      |    |                            |
| 1871 | 103 | am 1. Dezember, Domänen-Vorwerk, sämtlich Evangelische       |  |      |    |                            |
| 1910 | 125 | am 1. Dezember, Gutsbezirk                                   |  |      |    |                            |
| 1928 | –   | am 30. September 1928 Eingemeindung in die Gemeinde Zillmitz |  |      |    |                            |

## Kirche
Vor 1945 war die Bevölkerung von Drosedow fast ausnahmslos evangelischer Konfession. Mit Barzwitz, Dörsenthin, Karzin, Vitte und Zillmitz gehörte der Ort zum Kirchspiel Barzwitz im Kirchenkreis Rügenwalde der Kirchenprovinz Pommern der Kirche der Altpreußischen Union. Letzter deutscher Geistlicher war Franz Birken.
Seit 1945 ist die Einwohnerschaft von Drozdowo überwiegend römisch-katholischer Konfession. Weiterhin ist der Ort in das – nun allerdings katholische – Kirchspiel Barzowice integriert, das zum Dekanat Darłowo im Bistum Köslin-Kolberg der Katholischen Kirche in Polen gehört. Hier lebende evangelische Kirchenglieder werden vom Pfarramt Koszalin (Köslin) in der Diözese Pommern-Großpolen der Evangelisch-Augsburgischen Kirche in Polen betreut.

## Schule
Die Kinder von Drosedow besuchten vor 1945 die Schule in Zillmitz. Letzter deutscher Schulleiter war Lehrer Bielang.